# 5e étape du Tour de France 1952
Pour un article plus général, voir Tour de France 1952.
La 5e étape du Tour de France 1952 se déroule le 29 juin 1952 entre les villes du Roubaix et Namur. L'étape est remportée par Jean Diederich.

## Profil de l'étape
| Département         | Lieu                          | km |                     | Département                          | Lieu | km |
| Nord                | Roubaix                       | 0  | Belgique - Wallonie | Jemappes-sur-Sambre                  | 98   |    |
| Nord                | Hem                           | 1  | Belgique - Wallonie | Mons                                 | 102  |    |
| Nord                | Forest-sur-Marque             | 3  | Belgique - Wallonie | Saint-Symphorien (Mons)              | 107  |    |
| Nord                | Ascq                          | 6  | Belgique - Wallonie | Villers-Saint-Ghislain (Mons)        | 109  |    |
| Nord                | Lesquin                       | 11 | Belgique - Wallonie | Bray (Binche)                        | 114  |    |
| Nord                | D. 145 (Fretin)               | 14 | Belgique - Wallonie | Binche                               | 118  |    |
| Nord                | Pont-à-Marcq                  | 20 | Belgique - Wallonie | Ressaix (Binche)                     | 122  |    |
| Nord                | RN 353 (Capelle)              | 24 | Belgique - Wallonie | Peronnez-lez-Binche (Binche)         | 123  |    |
| Nord                | Auchy-lez-Orchies             | 29 | Belgique - Wallonie | Morlanwiez                           | 127  |    |
| Nord                | Orchies                       | 32 | Belgique - Wallonie | Chapelle-lez-Herlaimont              | 132  |    |
| Nord                | RN 357 (Marchiennes)          | 40 | Belgique - Wallonie | Trazegnies (Courcelles)              | 137  |    |
| Nord                | Somain                        | 45 | Belgique - Wallonie | Courcelles                           | 138  |    |
| Nord                | RN 43 (Abscon)                | 50 | Belgique - Wallonie | Roux (Charleroi)                     | 140  |    |
| Nord                | Denain                        | 55 | Belgique - Wallonie | Jumet (Charleroi)                    | 144  |    |
| Nord                | D. 240 (Oisy)                 | 59 | Belgique - Wallonie | Lodelinsart (Charleroi)              | 146  |    |
| Nord                | D.13 (Aubry-du-Hainault)      | 61 | Belgique - Wallonie | Gilly (Charleroi)                    | 150  |    |
| Nord                | D. 70 (Raismes)               | 63 | Belgique - Wallonie | Lambusart (Fleurus)                  | 157  |    |
| Nord                | RN 45 (Valenciennes)          | 69 | Belgique - Wallonie | Velaine-sur-Sambre (Sambreville)     | 163  |    |
| Nord                | RN 29 (Saint-Saulve)          | 71 | Belgique - Wallonie | Tamines (Sambreville)                | 167  |    |
| Nord                | Onnaing                       | 75 | Belgique - Wallonie | Falissolle (Sambreville)             | 168  |    |
| Nord                | Quarouble                     | 77 | Belgique - Wallonie | Arsimont (Sambreville)               | 169  |    |
| Nord                | Blanc-Misseron (Quiévrechain) | 81 | Belgique - Wallonie | Aisemont (Fosses-la-Ville)           | 172  |    |
| Belgique - Wallonie | Quievrain                     | 83 | Belgique - Wallonie | Fosses-la-Ville                      | 175  |    |
| Belgique - Wallonie | Thulin (Hensies)              | 87 | Belgique - Wallonie | Sart-Saint-Laurent (Fosses-la-Ville) | 178  |    |
| Belgique - Wallonie | Boussu                        | 91 | Belgique - Wallonie | Floreffe                             | 182  |    |
| Belgique - Wallonie | Hornu (Boussu)                | 94 | Belgique - Wallonie | Malonne                              | 191  |    |
| Belgique - Wallonie | Quaregnon                     | 96 | Belgique - Wallonie | Citadelle de Namur                   | 197  |    |

## Résultats

### Classements de l'étape

#### Classement individuel de l'étape
| Classement individuel de la 5e étape | Classement individuel de la 5e étape | Classement individuel de la 5e étape | Classement individuel de la 5e étape | Classement individuel de la 5e étape |
|                                      | Coureur                              | Pays                                 | Équipe                               | Temps                                |
| ------------------------------------ | ------------------------------------ | ------------------------------------ | ------------------------------------ | ------------------------------------ |
| 1er                                  | Jean Diederich                       | Luxembourg                           | Luxembourg                           | en 5 h 54 min 28 s                   |
| 2e                                   | Fausto Coppi                         | Italie                               | Italie                               | + 5 min 1 s                          |
| 3e                                   | Robert Vanderstockt                  | Belgique                             | Belgique                             | + 5 min 43 s                         |
| 4e                                   | Gino Bartali                         | Italie                               | Italie                               | + 7 min 16 s                         |
| 5e                                   | Fiorenzo Magni                       | Italie                               | Italie                               | + 7 min 22 s                         |
| 6e                                   | Jean Goldschmit                      | Luxembourg                           | Luxembourg                           | + 7 min 30 s                         |
| 7e                                   | Stan Ockers                          | Belgique                             | Belgique                             | + 8 min 28 s                         |
| 8e                                   | René Rotta                           | France                               | Sud-Est                              | + 9 min 10 s                         |
| 9e                                   | Gottfried Weilenmann                 | Suisse                               | Suisse                               | + 9 min 22 s                         |
| 10e                                  | Gerrit Voorting                      | Pays-Bas                             | Hollande                             | + 9 min 22 s                         |
| modifier                             |                                      |                                      |                                      |                                      |

#### Classement par équipe de l'étape
| Classement par équipes de la 5e étape | Classement par équipes de la 5e étape | Classement par équipes de la 5e étape | Classement par équipes de la 5e étape | Classement par équipes de la 5e étape |
|                                       | Équipe                                | Pays                                  | Temps                                 |                                       |
| ------------------------------------- | ------------------------------------- | ------------------------------------- | ------------------------------------- | ------------------------------------- |
| 1re                                   | Italie                                | Italie                                | en 18 h 2 min 33 s                    |                                       |
| 2e                                    | Belgique                              | Belgique                              | + 13 s                                |                                       |
| 3e                                    | Italie                                | Italie                                | + 4 min 24 s                          |                                       |
| 4e                                    | Sud-Est                               | France                                | + 9 min 6 s                           |                                       |
| 5e                                    | Hollande                              | Pays-Bas                              | + 11 min 20 s                         |                                       |
| 6e                                    | Luxembourg                            | Luxembourg                            | + 12 min 27 s                         |                                       |
| 7e                                    | Ouest / Sud-Ouest                     | France                                | + 12 min 58 s                         |                                       |
| 8e                                    | Espagne                               | Espagne                               | + 17 min 46 s                         |                                       |
| 9e                                    | Nord-Est / Centre                     | France                                | + 18 min 44 s                         |                                       |
| 10e                                   | Paris                                 | France                                | + 22 min 25 s                         |                                       |
| modifier                              |                                       |                                       |                                       |                                       |

## Classements à l'issue de l'étape

### Classement général individuel
| Classement général | Classement général  | Classement général | Classement général | Classement général  |
|                    | Coureur             | Pays               | Équipe             | Temps               |
| ------------------ | ------------------- | ------------------ | ------------------ | ------------------- |
| 1er                | Nello Lauredi       | France             | France             | en 29 h 13 min 29 s |
| 2e                 | Robert Vanderstockt | Belgique           | Belgique           | + 0 min 1 s         |
| 3e                 | Alex Close          | Belgique           | Belgique           | + 2 min 44 s        |
| 4e                 | Jean Diederich      | Luxembourg         | Luxembourg         | + 3 min 39 s        |
| 5e                 | Fausto Coppi        | Italie             | Italie             | + 6 min 6 s         |
| 6e                 | Andrea Carrea       | Italie             | Italie             | + 6 min 17 s        |
| 7e                 | Gerrit Voorting     | Pays-Bas           | Hollande           | + 7 min 38 s        |
| 8e                 | Fiorenzo Magni      | Italie             | Italie             | + 8 min 26 s        |
| 9e                 | Jean Goldschmit     | Luxembourg         | Luxembourg         | + 8 min 34 s        |
| 10e                | Gino Bartali        | Italie             | Italie             | + 8 min 51 s        |
| 11e                | Bernardo Ruiz       | Espagne            | Espagne            | + 8 min 28 s        |
| 12e                | Stan Ockers         | Belgique           | Belgique           | + 10 min 3 s        |
| 13e                | Wim Van Est         | Pays-Bas           | Hollande           | + 10 min 57 s       |
| 14e                | Jean Robic          | France             | France             | + 11 min 25 s       |
| 15e                | Jean Dotto          | France             | France             | + 11 min 32 s       |
| modifier           |                     |                    |                    |                     |

### Classement par équipes
| Classement par équipes | Classement par équipes | Classement par équipes | Classement par équipes |
|                        | Équipe                 | Pays                   | Temps                  |
| ---------------------- | ---------------------- | ---------------------- | ---------------------- |
| 1re                    | France                 | France                 | en 87 h 37 min 9 s     |
| 2e                     | Belgique               | Belgique               | + 2 min 57 s           |
| 3e                     | Italie                 | Italie                 | + 11 min 52 s          |
| 4e                     | Hollande               | Pays-Bas               | + 17 min 54 s          |
| 5e                     | Sud-Est                | France                 | + 26 min 4 s           |
| 6e                     | Nord-Est / Centre      | France                 | + 32 min 0 s           |
| 7e                     | Luxembourg             | Luxembourg             | + 32 min 38 s          |
| 8e                     | Espagne                | Espagne                | + 44 min 56 s          |
| 9e                     | Paris                  | France                 | + 51 min 30 s          |
| 10e                    | Suisse                 | Suisse                 | + 58 min 39 s          |
| modifier               |                        |                        |                        |